# ペルタスト

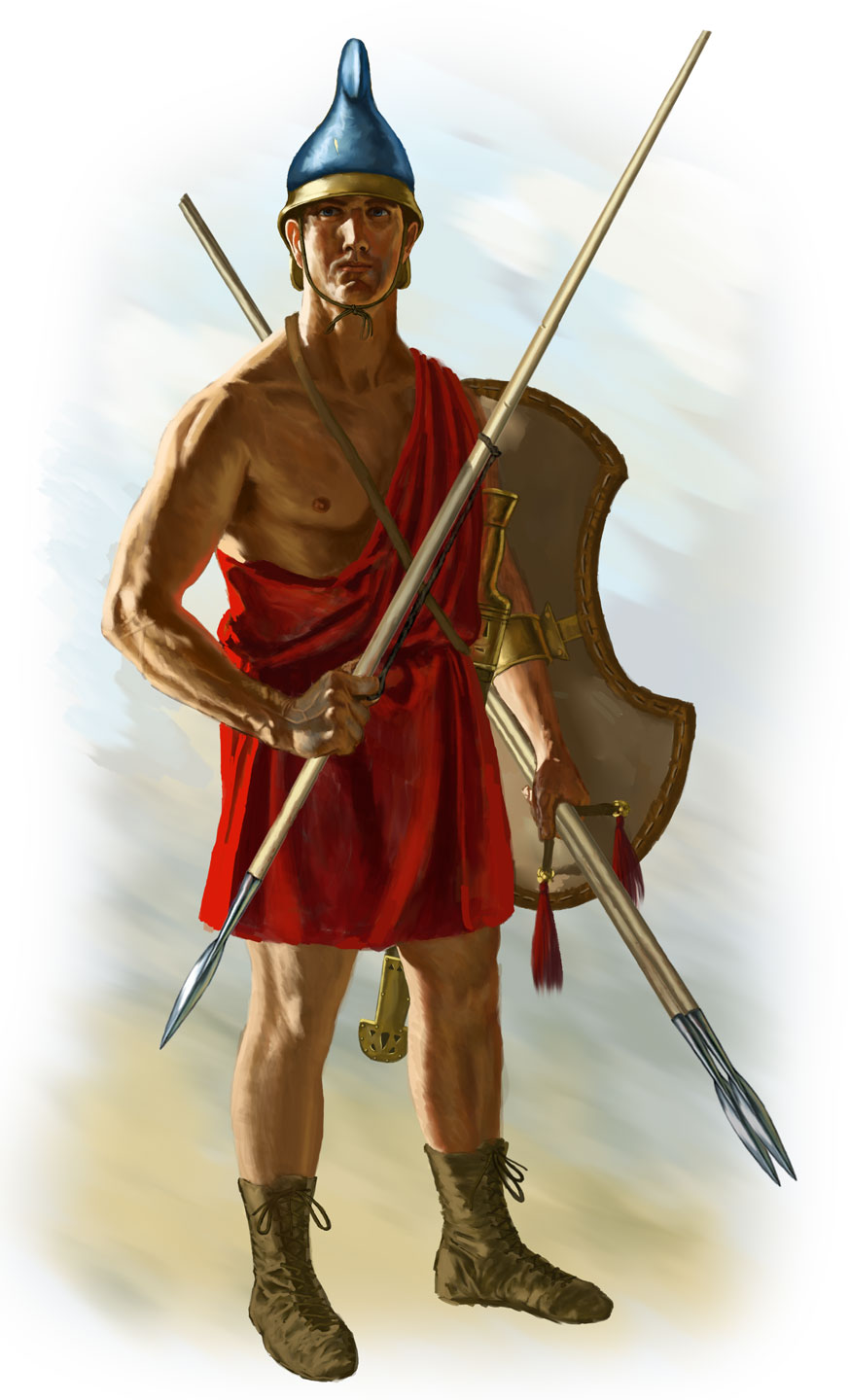
ペルタスト

ペルタストあるいはペルタスタイ（古代ギリシア語: πελταστής、ラテン文字転記：Peltastes）は、古代ギリシア時代の軽装歩兵。木の板に動物の皮を張って作った三日月型の盾「ペルタ」（Pelta） を持った兵士という意味であり、「盾兵」と訳されることもある。ペルタを初めて使用していたのはアマゾン族だと言われている。

## 概要
元々ギリシア人の主戦力は重装歩兵であるホプリタイで、その戦法も密集隊形を組み堅牢だが機動力に劣るファランクスであるが、ギリシア人は度々北方から侵入してくるトラキア人と戦う中で彼らの戦術や兵器を取り入れており、そのひとつがペルタ及びペルタストの戦法であった。
当初、ペルタストは重装歩兵の装備を自弁できない貧しい階層でしかなく（古代ギリシアにおいては鎧や武器は自弁であった）、重装歩兵の補助役としての役割しかなかったが、機動力の低さという重装歩兵の弱点を補ったり、投擲により敵を撹乱したりといった彼らの役割にも徐々に目が向けられるようになった。そして、紀元前391年のレカイオンの戦いではアテナイの将軍イピクラテス率いる軽装歩兵部隊がスパルタの重装歩兵を破り、ペルタストでも重装歩兵に対抗できるということが示された。
ペルタストは主に投げ槍による散兵戦を行うが、他の軽装歩兵とは違い隊列を組んで白兵戦も行うこともできた。投げ槍は投擲の際に指がうまく引っかかって力が伝わり威力や射程が増すように、紐を結び付けられていた。ギリシアには投げ槍以外にも弓やスリングもあったが、弓は主に競技用でこれが戦場や狩猟で用いられることはそれほど多くはなく、もっぱら競技として使用される事の方が主で、戦闘での射撃の際はこうした投げ槍による攻撃がペルシアやスキタイといった他の文明よりも多かった。
現在の投擲競技やり投も、こうした投げ槍の技量を各々の都市国家が古代オリンピックで競いあったことが起源となっている。

## ペルタ
市川定春によれば、ペルタは三日月形をした盾で、横幅が70cm、縦幅は30cm足らずで、裏の中心に腕を通すためのバンドがあり、三日月の円弧が下になるようグリップが端についている。南方熊楠は『蛇に関する民俗と伝説』においてペルタを「円盾」と訳しているが、古代ギリシャにおいては円形になるものもあった。
元来、この盾はペルティフェラ(peltiferae「ペルタを持つもの」)と呼ばれた伝説上のアマゾーンが使ったとされている。市川は、これに関して「事実は不明」としながらも女傑と言われた彼女らが狩りの女神ダイアナのシンボルである月を模した盾を使う可能性は考えられるとしている。また、市川によればそれ以前にペルシャ帝国の兵士が、似たような形状の盾を使っており、この形をした盾がトラキア人の愛用するところとなり、やがて古代ギリシアへ伝わったとされる。

## 経緯
ギリシアにおけるペルタストあるいはペルタスタイの原型はトラキア、アイトリア、イリュリアなどの軽装歩兵である。彼らは山地において容易に活躍できるよう防具は軽量な盾であるペルタ、ヘルメットのみとし、ジャベリンにロンパイアと呼ばれる湾曲した刀剣を持ち、マントを羽織って戦いに赴いた。やがてペロポネソス戦争のアイトリア遠征において「山だらけの土地で平地でしか戦闘できないホプリタイ」しかない「異常な」アテナイ軍が軽装歩兵に敗北を喫した後これを採用、スパクテリアの戦いにおいてスパルタを粉砕するのを皮切りに、ギリシアでこの兵士が増えることになる。ギリシアのペルタスタイは、マントを付けない以外はトラキアのそれを襲い、ジャベリンを持つほか、ヘルメットとペルタ以外に防具を付けない。市川によれば、ジャベリンの他に白兵用の槍を持つ絵画は認められるが、それが使われた記録はない。マーティン・Ｊ･ドアティによれば散兵として使われる彼らは、ナイフか短剣、剣を持ってはいた。
マーティン･Ｊ･ドアティによればペルタストは軽歩兵の中で最強とみなされ、経費の安さから容易に入隊ができた。またギリシアあるいはそこ以外で傭兵として機能した、「ペルタスト」という呼称は後に傭兵を指す語となったという。